# Висновок фахівця
Висновок фахівця (спеціаліста) — вид документа. Становить дослідження, в якому формулюються умовиводи та висловлюються думки. Такі висновки складаються фахівцями, які висловлюють свої міркування щодо об'єкта суперечки у судовій справі. Звичайно вони фінансуються тією чи іншою стороною судового процесу задля підтримки вимог тієї сторони. Висновок містить факти, подробиці дискусії, пояснює умовиводи, доводить висновки та міркування фахівця.
Відповідно до статті 6 Закону України «Про адвокатуру» та статті 48 Кримінально-процесуального кодексу України, адвокат, захисник і особа, яка самостійно захищає свої інтереси, мають право отримувати письмові висновки фахівців з питань, що потребують спеціальних знань.
Висновок спеціаліста долучається до матеріалів судової справи та оцінюється в сукупності з іншими доказами, але його доказова сила менша від висновку експерта.